# Zhongyuan-Mandarijn
Zhongyuan-Mandarijn is een variant van het Mandarijn die oorspronkelijk alleen in Shaanxi, Henan en Zuid-Shandong werd gesproken. Door migratie wordt het nu ook in Zuid-Sinkiang, Zuid-Gansu, Zuid-Ningxia en in delen van Qinghai gesproken.
Zhongyuan is het gebied waar de eerste Han-Chinezen woonden, van daaruit verspreidden zij zich over heel China.
Zhongyuan-Mandarijn is sterk beïnvloed door het oud-Chinees/中古汉语, dat 1500 jaar geleden gesproken werd.
- Sino-Tibetaanse talen
  - Chinese talen
    - Mandarijn
      - Zhongyuan-Mandarijn

## Dialecten in het Zhongyuan-Mandarijn
- Guangzhonghua
- Henanhua
- Xuzhouhua
- Luoyanghua
- Nanyanghua